# Barrage Norris
Pour les articles homonymes, voir Norris.
Le barrage Norris (en anglais : Norris Dam) est une structure hydroélectrique et de lutte contre les inondations de la Tennessee Valley Authority (TVA), située sur la rivière Clinch, à l'est du Tennessee. Il fut le premier barrage construit par la TVA dans les années 1930.

## Présentation
Le barrage Norris est un barrage poids en béton. Le barrage a 570 m de longueur et 81 m de hauteur. Le lac Norris est le plus grand réservoir sur un affluent de la rivière Tennessee, avec une superficie de 137 km2 et ses rives sont longues de 1 302 km. La centrale électrique est équipée de deux générateurs électriques de 50 MW.
Le barrage fut nommé en l'honneur du sénateur du Nebraska George Norris, depuis longtemps partisan de centrales électriques appartenant à l'État, en particulier de la TVA. L'architecte hungaro-américain Roland Wank modifia les plans initiaux des ingénieurs du Bureau of Reclamation, et donna au barrage Norris en béton un style moderne, controversé et très en avance à l'époque de sa construction. Mais son succès éleva Roland Wank à la position d'architecte en chef de la TVA de 1933 à 1944.
La construction du barrage Norris commença le 1er octobre 1933. Il fut achevé en mars 1936, pour un coût de 36 millions de dollars. Environ 2 900 familles furent déplacées au cours de la construction car elles habitaient des terres qui allaient être submergées par l'eau du réservoir. La ville de Norris (Tennessee), fut d'abord construite comme une ville nouvelle pour accueillir les travailleurs employés à la construction de ce barrage.
La construction du barrage Norris et les changements qu'elle entraîna dans la région inspirèrent des films, des livres, des pièces de théâtre et des chansons. Les chansons composées à l'époque de la construction expriment l'enthousiasme pour les avantages que le projet de barrage allait apporter à la région. La construction du barrage Norris a abouti à la réinstallation forcée de 14 250 personnes.
Le barrage Norris fut le premier barrage construit par la TVA, mais ce n'était pas le plus ancien barrage appartenant à la TVA ou exploité par elle. La TVA acheta ultérieurement les actifs de l'ancienne Tennessee Electric Power Company, y compris certains barrages qui avaient été construits avant le barrage de Norris.
Les eaux du réservoir sont relativement claires pour un barrage de son âge, principalement en raison de la nature rocheuse du lit de la Clinch et de ses affluents. Aussi le lac Norris est-il une destination appréciée des pêcheurs. La hauteur du barrage et la profondeur des vallées de certains affluents de la Clinch expliquent la profondeur exceptionnelle de certaines parties du lac pour un ouvrage artificiel de ce genre.